# Mikiki
22°20′01″N 114°11′48″E / 22.3337°N 114.1968°E

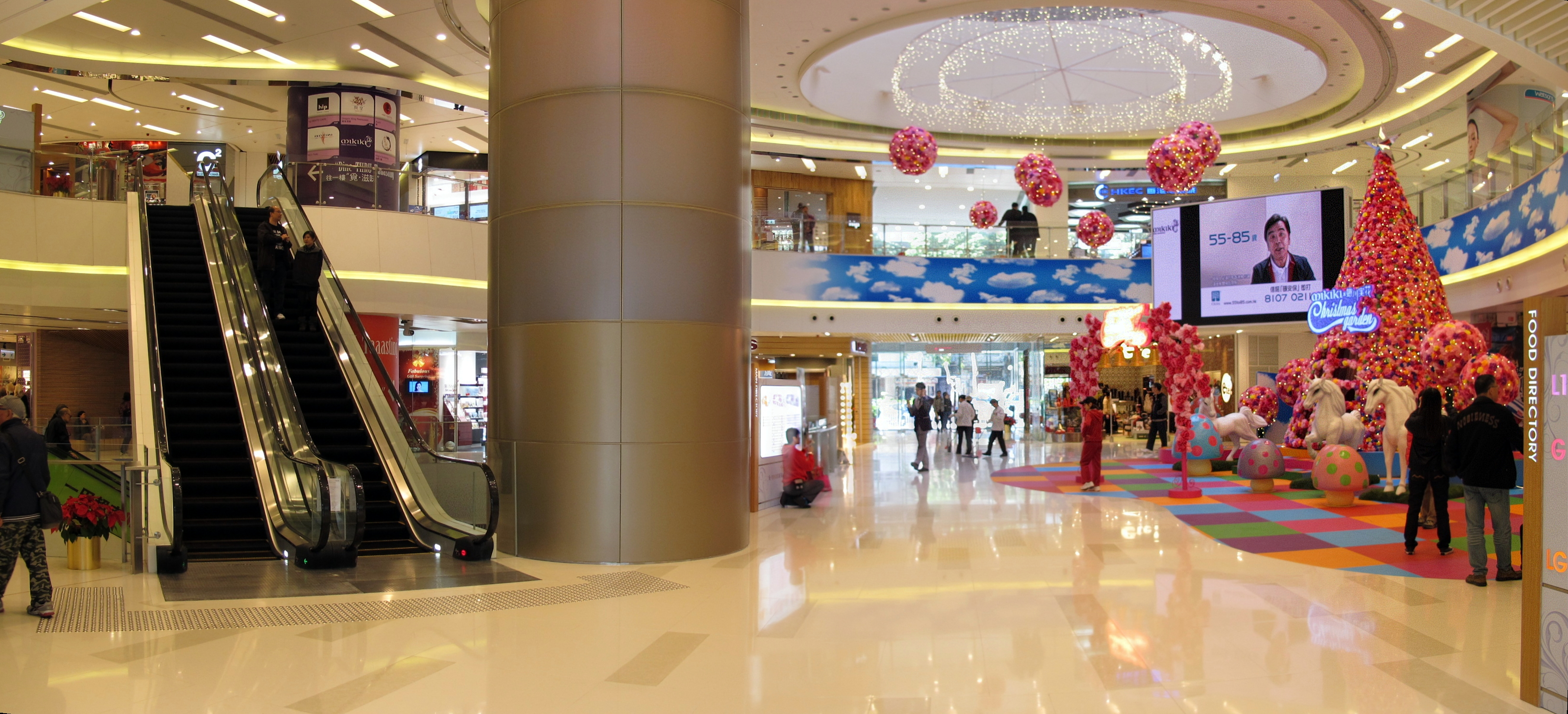
Mikiki商場中庭

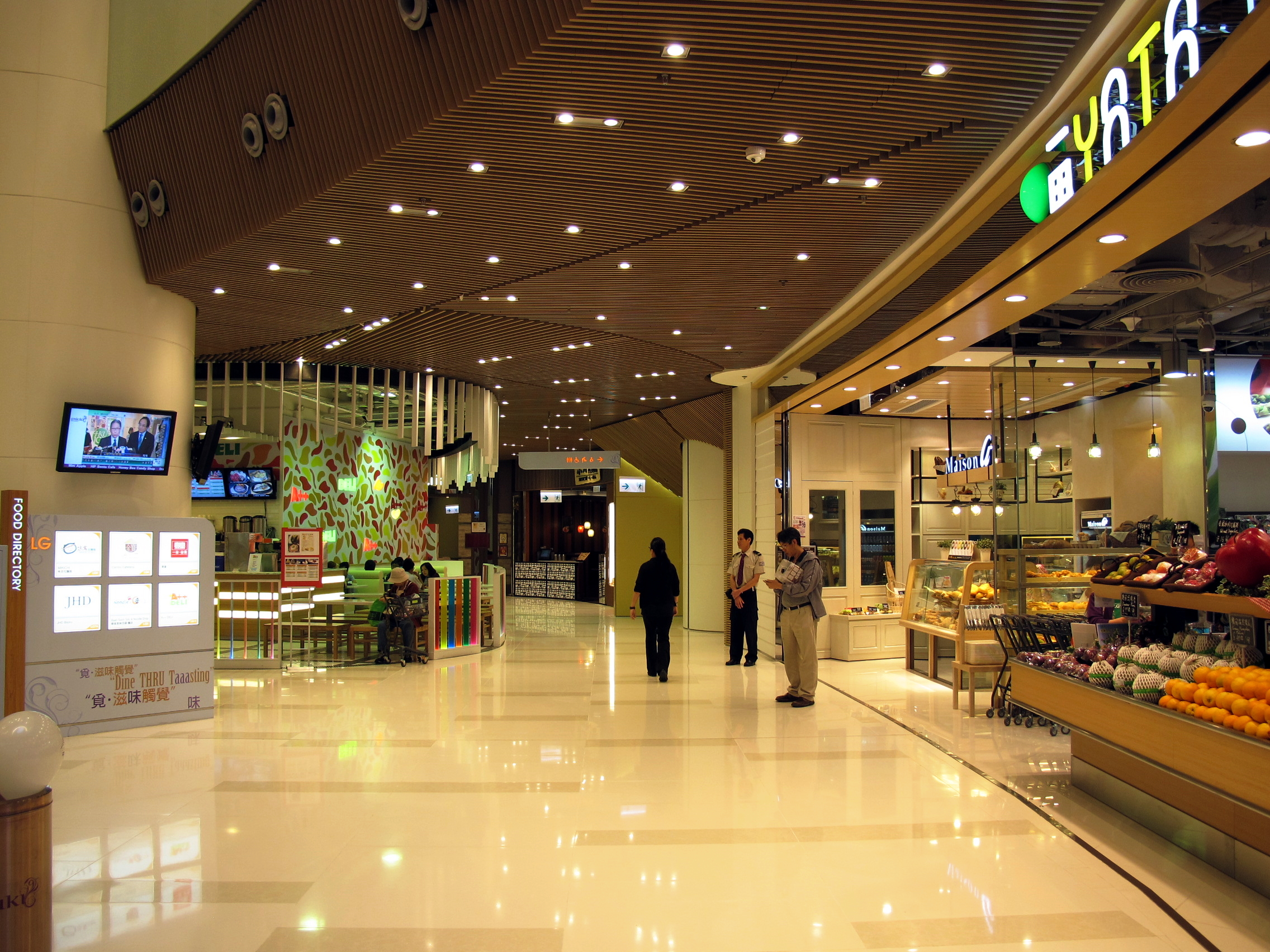
LG層商場樓層建築逾6米高

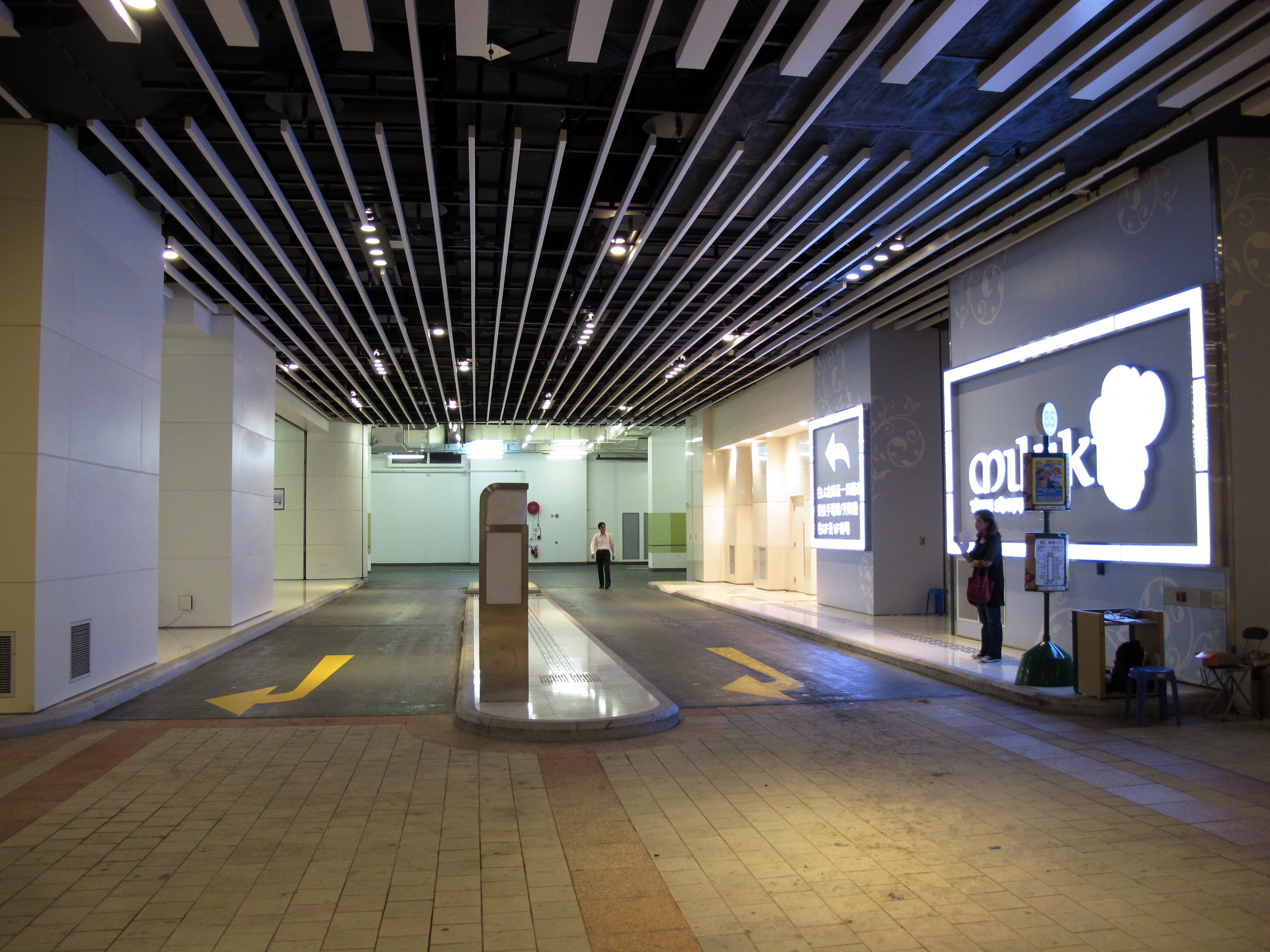
LG層商場設公共小巴站

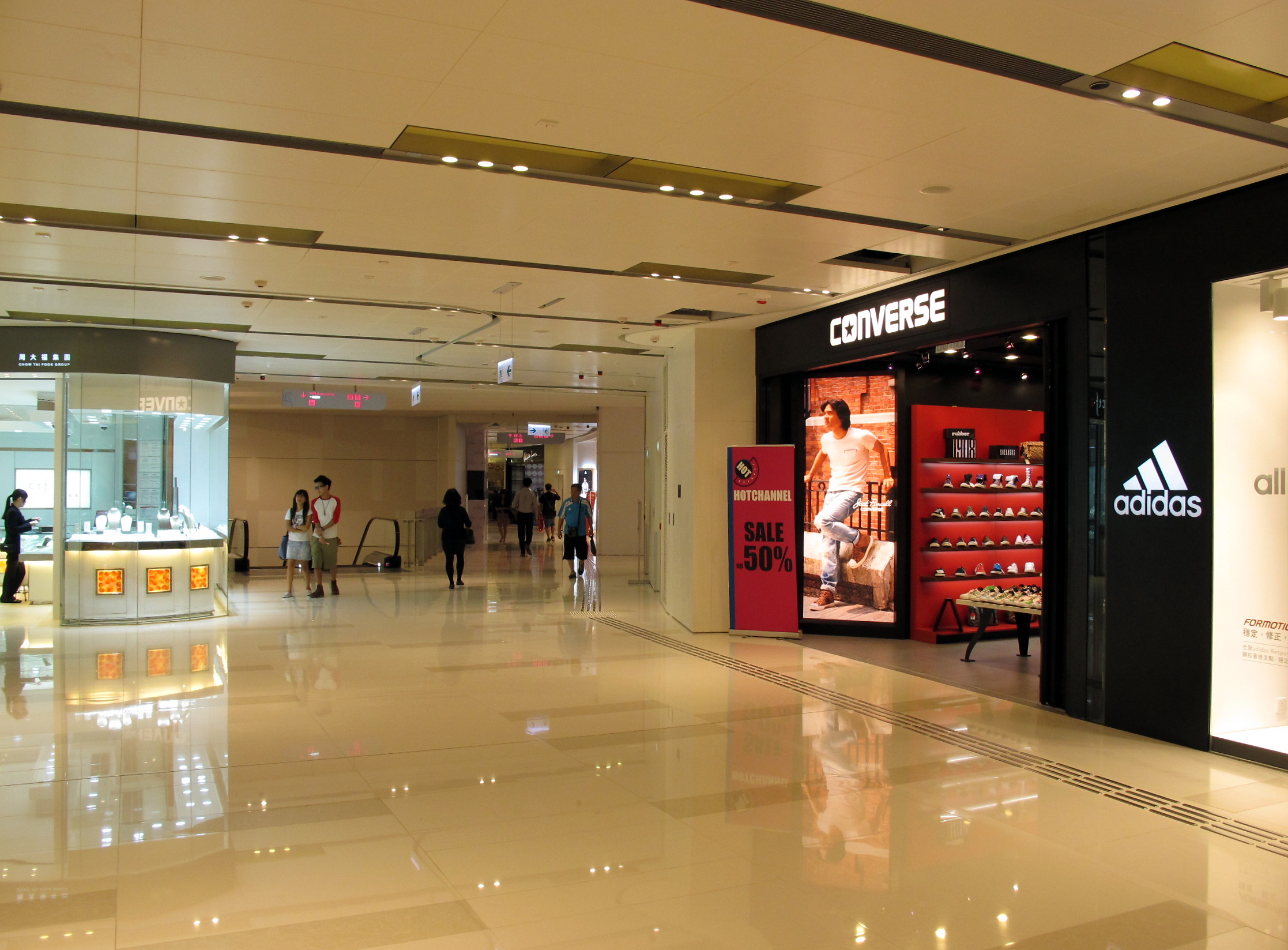
商場地下

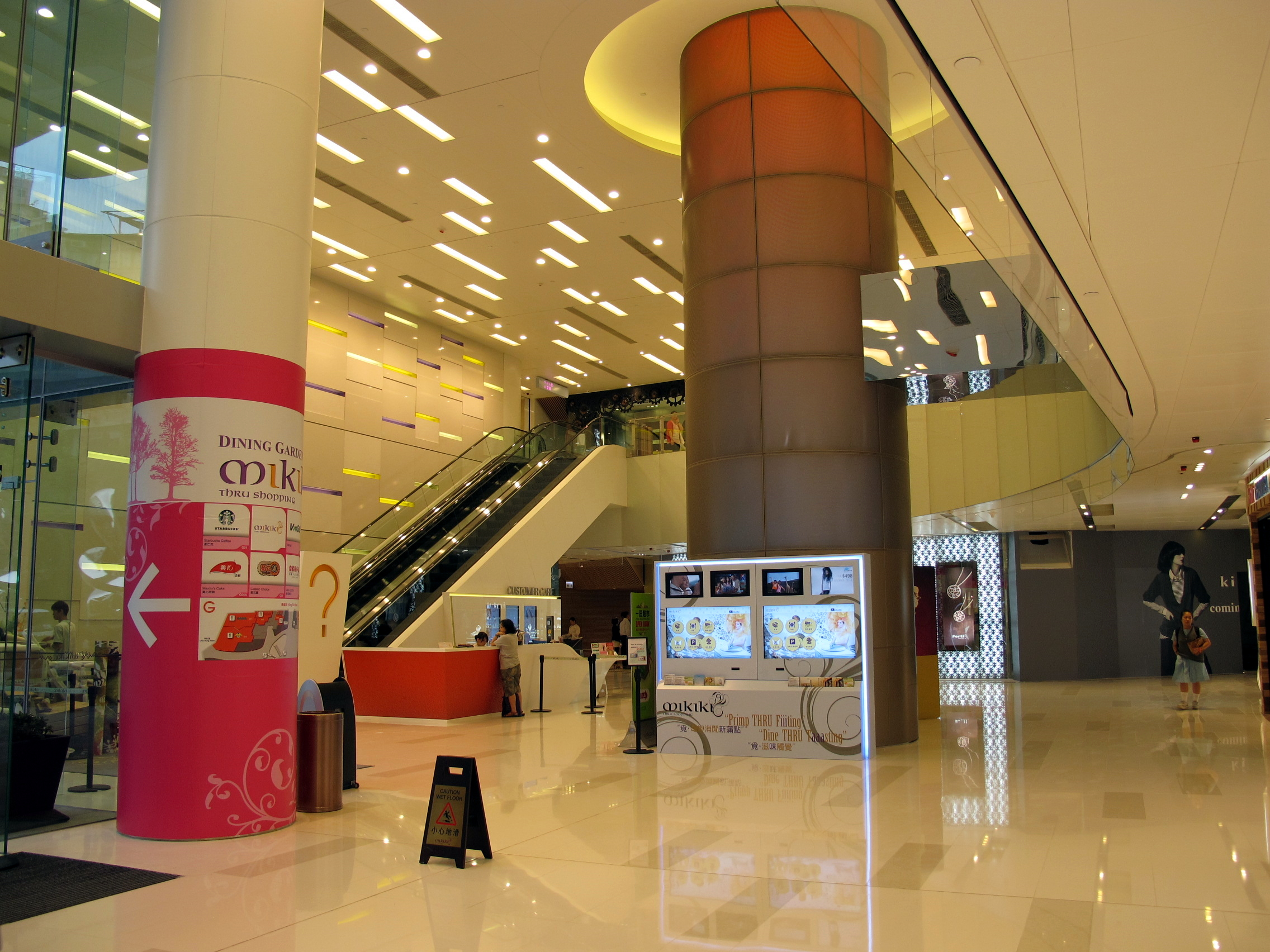
商場地下中庭(1)

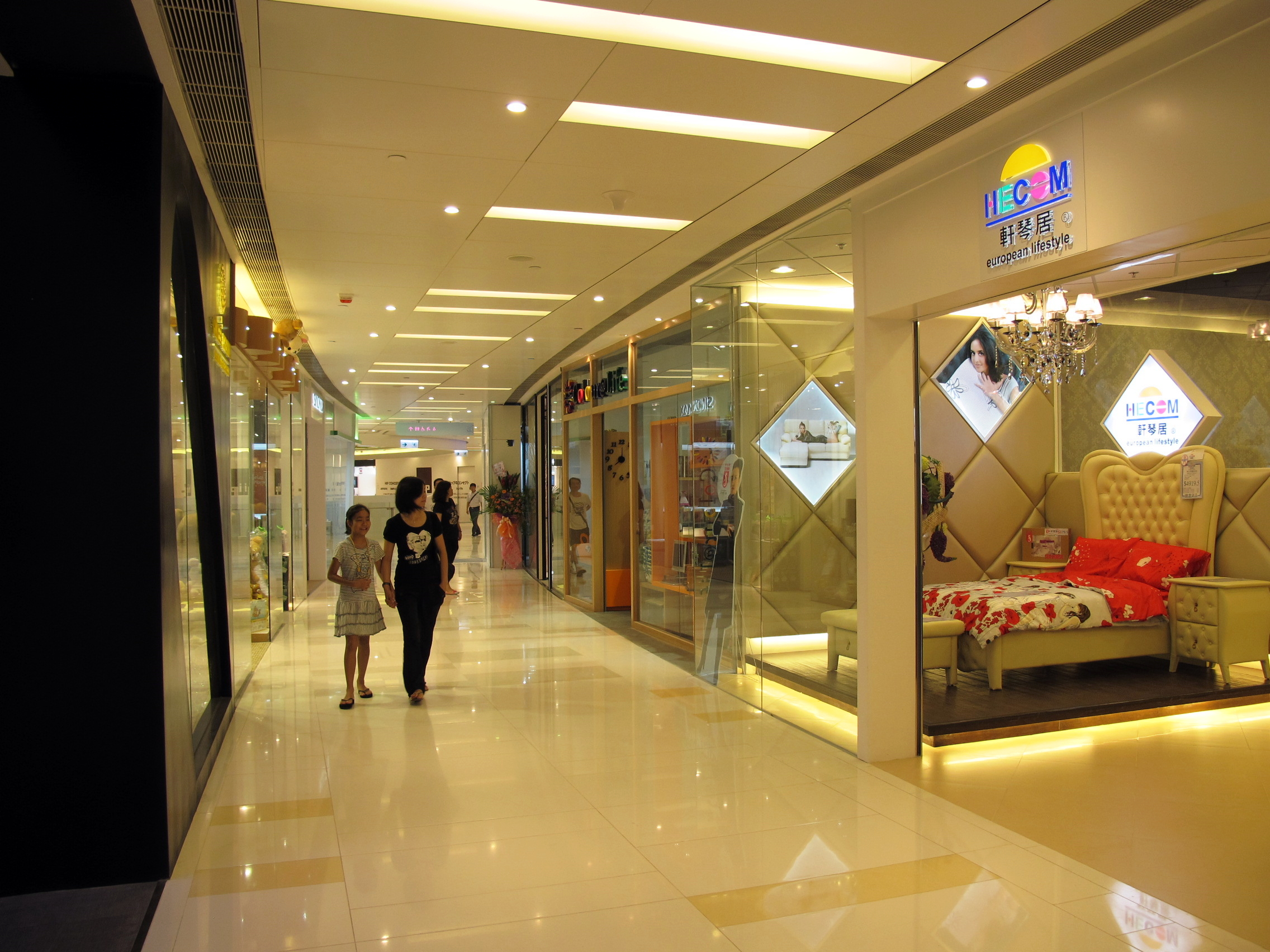
商場1樓

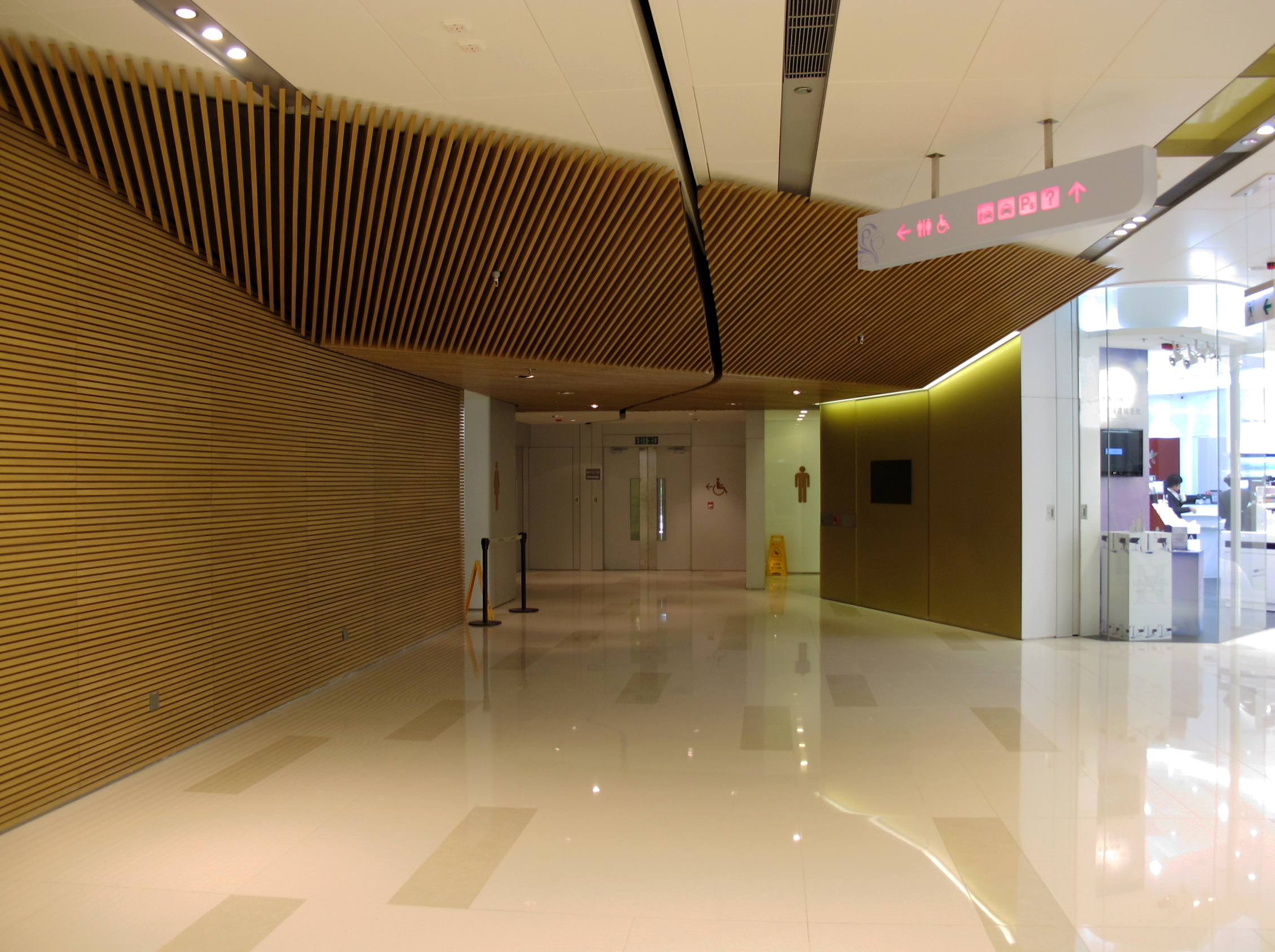
商場洗手間入口用木條作為裝飾

Mikiki是新鴻基地產旗下的商場，位於香港九龍新蒲崗太子道東638號，位於屋苑譽·港灣基座，總面積逾20萬平方呎，於2011年7月中開始對外開放，同年10月30日正式開幕。商場由新鴻基地產旗下的康業服務負責管理，AGC Design負責外牆設計。

## 前身
Mikiki 前身是新蒲崗裁判法院和新蒲崗政府合署。 新蒲崗裁判法院於2001年7月3日起關閉，並且由位於九龍城的新九龍城裁判法院取代。

## 簡介
Mikiki總面積逾20萬平方呎，硬件連裝修總投資額達1.6億元。商場位處三面單邊，外形設計如小島，可提供街舖數量較一般商場為多。商場亦設玻璃盒外形設計，總樓面達約21萬方呎，設98間商舖，其中食肆比例佔35%、時裝及配飾佔24%、超級市場及便利店佔15%、家居佈置、影音及電子產品佔12%、生活品味、美容、童裝及寵物等佔16%。租金方面，餐飲樓面每平方呎介乎35至60元，零售業租金50至120元，預計每年可為集團帶來近在6000萬元租金收益。目標客群將以年輕消費群為主。
根據新鴻基地產的新聞發佈，Mikiki的日文為「見聞」。新鴻基地產希望透過引入特色租戶，為顧客帶來特色購物體驗。商場租戶中有30%至40%會引入新發展概念，主要加入「互動」元素，落實店內實行「購物+體驗」的營運概念。

## 設計
商場的裝修與新鴻基地產旗下的商場分別不大，採用與apm及新城市廣場相似款式的假天花、外牆及地台。大部份範圍以白色為主調，管理公司將部份外牆及圓柱作為商户廣告用途，以賺取更多收入。
商場早期於洗手間入口設置公共座位，唯到後期公共座位亦已拆走。目前公共座位設置於LG層停車場上落貨區外。

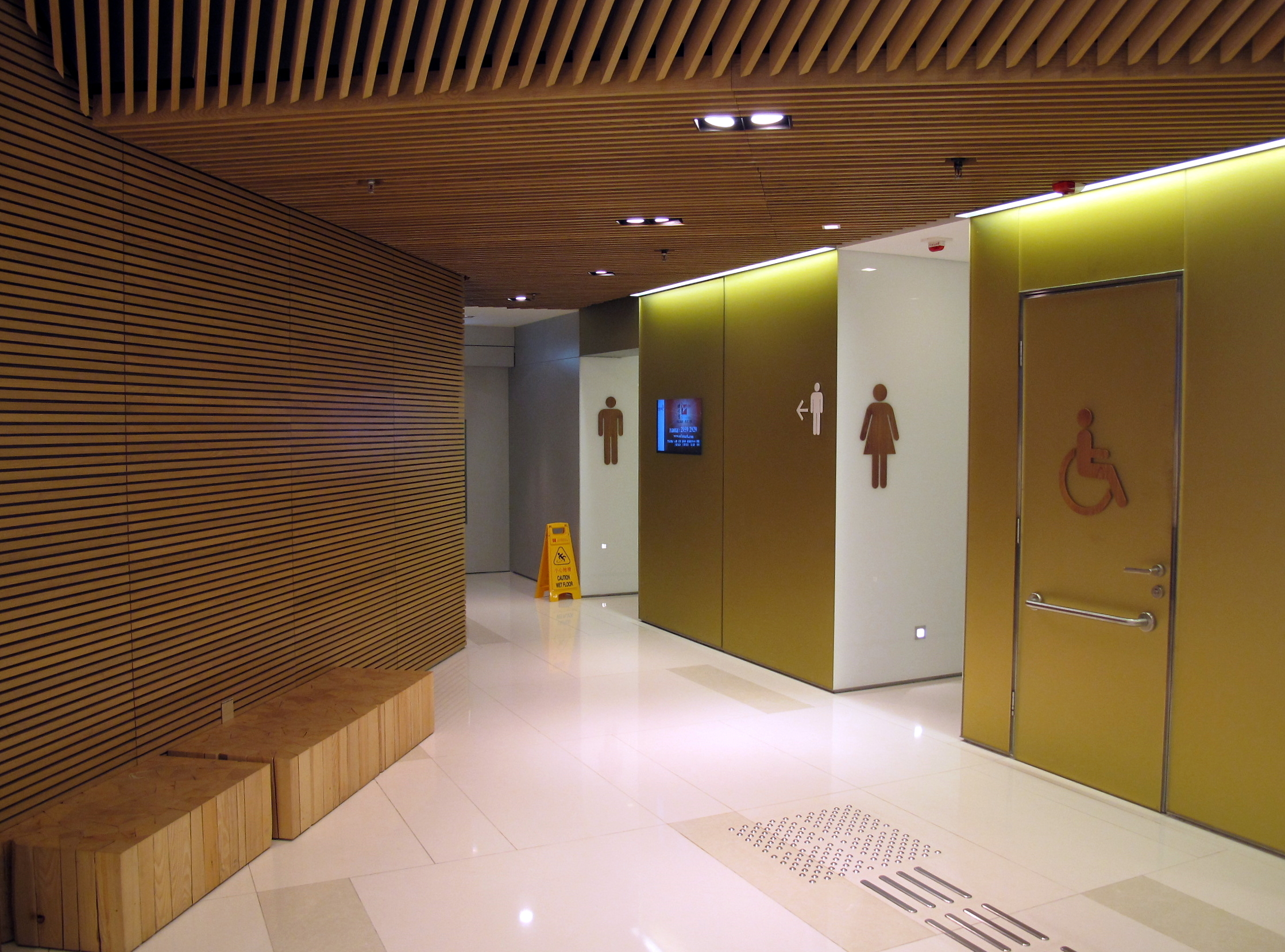
商場公共座位，只設置在洗手間入口。座位採用硬身木，令顧客坐得不舒服，公共座位亦已拆走
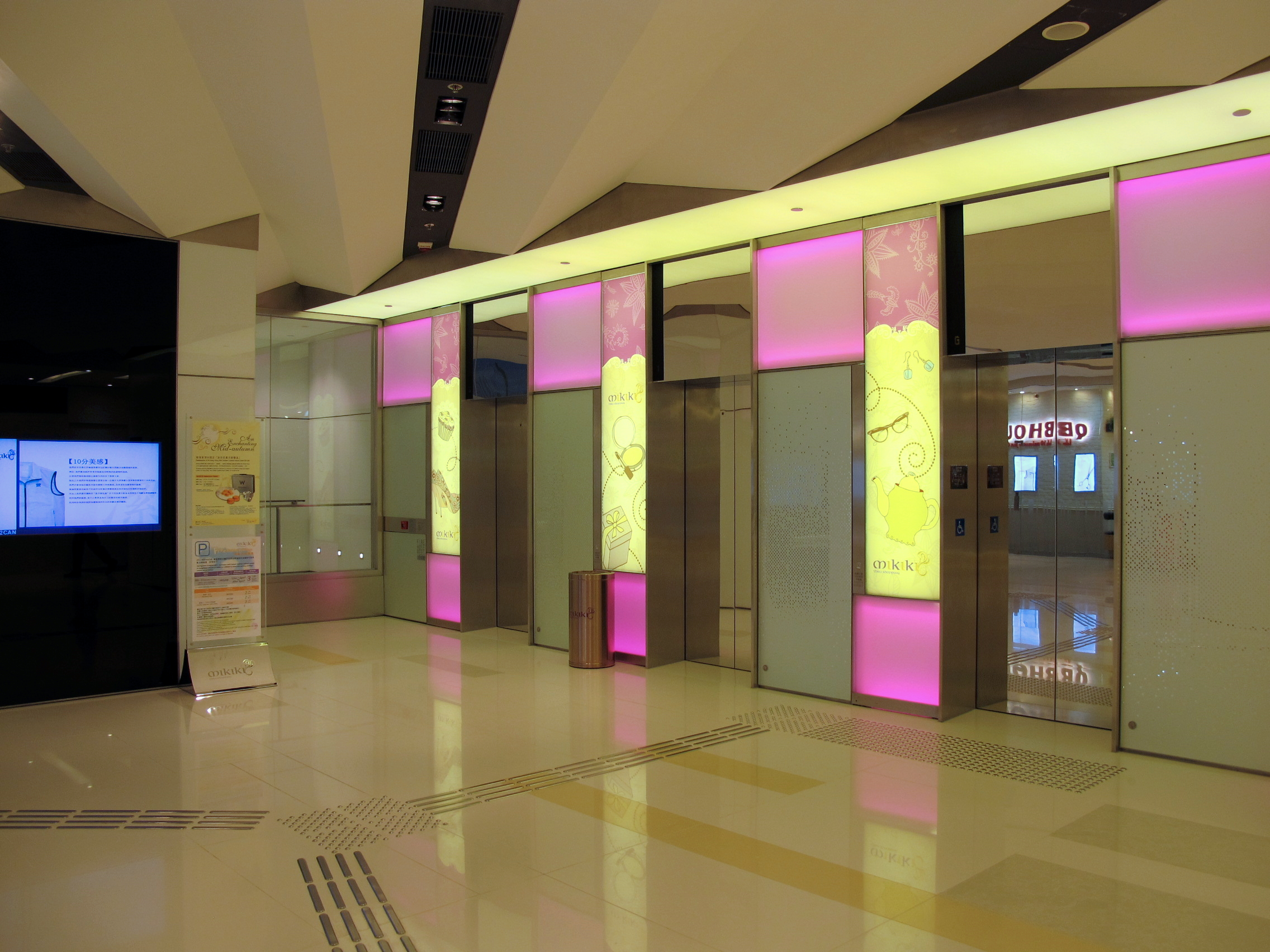
升降機大堂設LED裝置
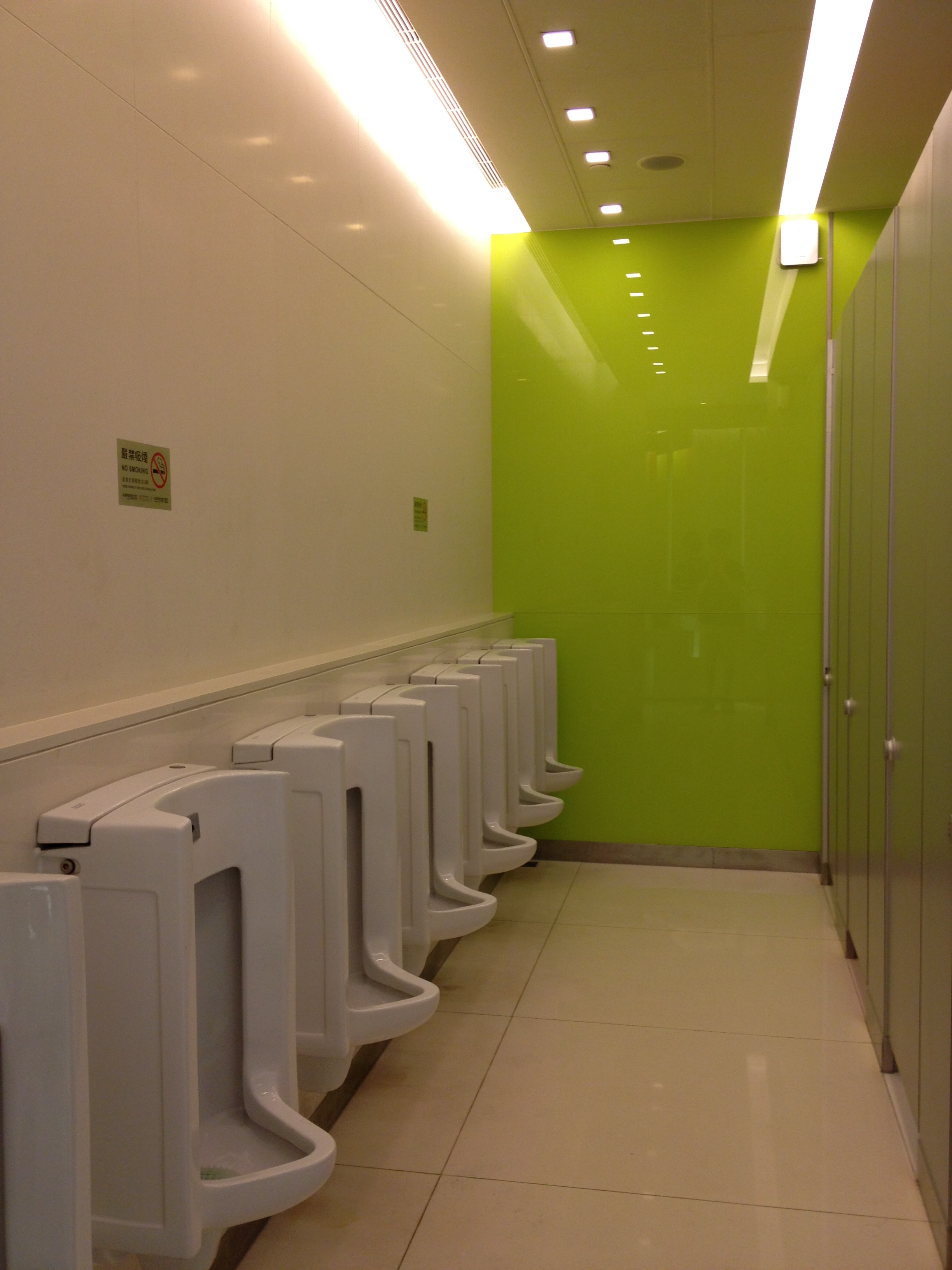
商場洗手間設計及用料普通，保養一般
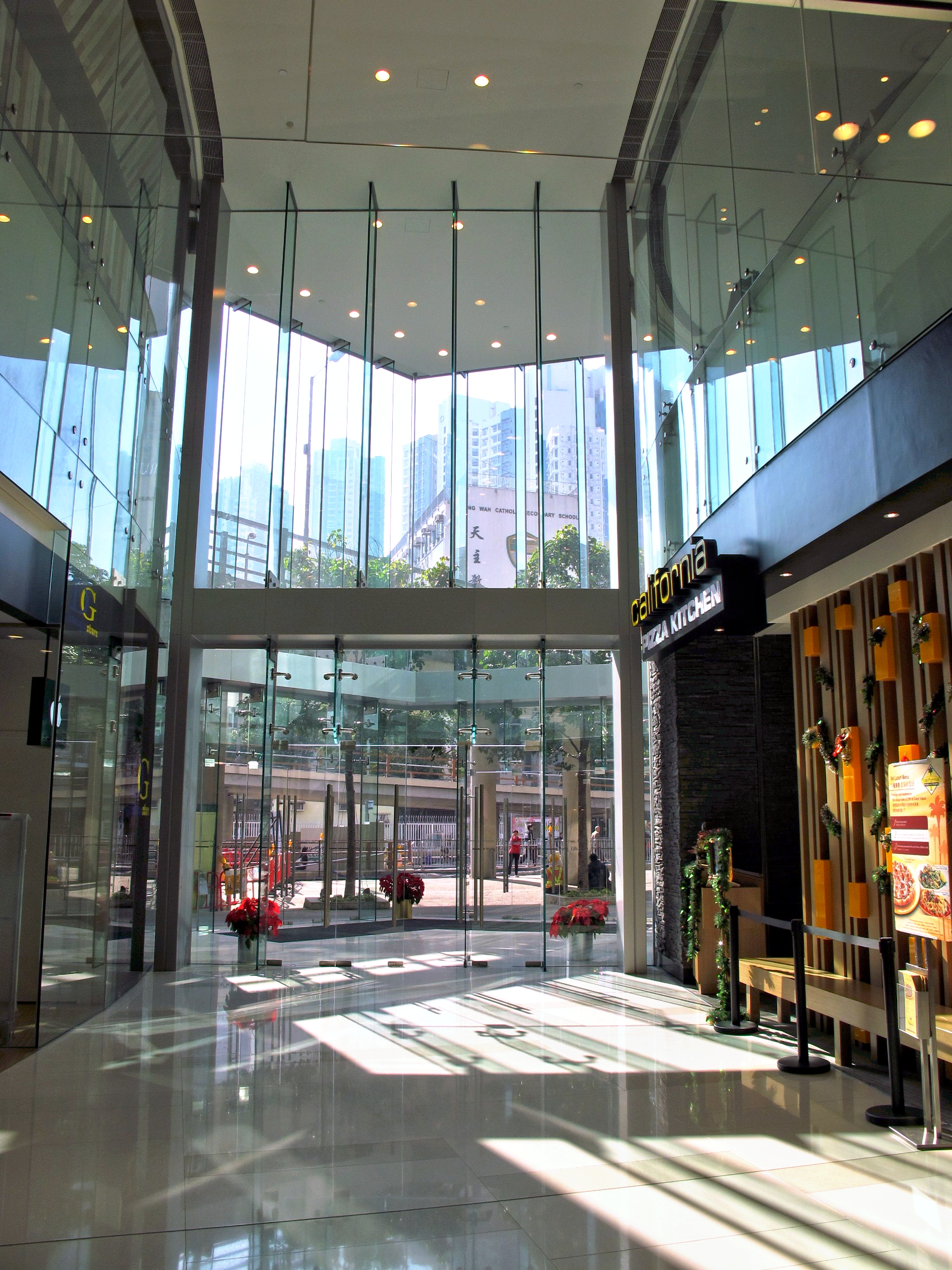
商場入口中庭

## 人流及收益
截至2011年9月，商場人流約4萬人次，假日則達6萬人次。新鴻基預計商場開幕首年平日人流約6萬人次，周末假期人流將達8萬人次。並預計首年商場在零售及餐飲消費，人均消費分別300至1500元及120至300元，帶來6.5億元營業額，商場合共98個商戶，近八成商戶啟業，以商場面積計，當中食肆佔35%，時裝及配飾佔24%。餐飲樓面每平方尺介乎35至60元，零售業租金50至120元，預計每年可收取6000萬元租金收益。不過人流只集中於平日中午及週六、日，其餘時間人流稀少，顯得冷清。

## 商場結構

### LG
該層設有美食專區，設有5間食肆。包括蕃茄仔、百芳池上便當、譚仔雲南米線、Tiger Lily、岩盤牛扒。其餘範圍為一田百貨旗下的超級市場，於9月25日開業。該超市佔地19,608平方呎，並分為「特色零食街」、「麵食橫町」、「精肉專門店」3大主題區。該樓層建築逾6米高，為全港樓底最高超市之一。
該層亦設公共小巴站及扶手電梯往停車場。

### G
地下層景福街主入口除了有的士/落客區外，門口設佔地1,200呎的Starbucks，以舊啟德機場為主題，把新蒲崗區深厚的社區文化及前啟德機場的歷史融合在店舖設計中。而近景福街有10多間街舖，大多以小食為主，包括Yoshi Yogort、La Kaffa義式咖啡店、糖圓園糖水店、美心西餅、自家烏冬及Vango便利店。
近彩虹道的綠化空間則設食肆為主，包括Panash Bakery & Cafe、California Pizza Kitchen及DG Lifestyle Store Cafe。至於近景泰街的入口設寵物主題樂園吉のFun Club、nanoco電腦維修店及寵物食品店，滿足街坊需要。
場內地下亦設不少時裝店，其中包括i.t.旗下的ete!及Venilla Suite、2%、Converse、YMK、Brend n butter、mastermind production、Levi's、Missha、Kitterick及Topicks等。當中本地時裝品牌Initial設首間兩層概念店，佔地3,300呎。室內設計像一所中古傢俬博物館，店內售賣全線男女裝及配飾系列外，還增添生活精品系列，包括香薰、蠟燭等。
運動服裝店包括adidas、Sports Corner及KSWISS。其他主要租戶包括YMK、ctf2年青新一代、SaSa化妝品店及售賣蘋果電腦產品的DG Lifestyle Store等。
不過試業期間大部份店舖進行裝修中，店舖已於8月中至9月尾分批開業。
到2014年起商場進行租戶重組，Sports Corner、La Kaffa義式咖啡店、糖圓園糖水店、YMK、mastermind production、Missha、Kitterick及Topicks等時裝店結業。新租戶包括Baleno、TWIST accessories、Antoshimo、MOS Burger及6IXTY 8IGH。目前該層有不少商舖處於空置狀態。
到2018年至19年起，Panash Bakery & Cafe和部分時裝店結業，改為翠河餐廳和十和田。到2021年，開業10年的California Pizza Kitchen結業，改為大家樂快餐店。

### L1
一樓主要租戶包括家品概念店Colour@life以「生活 + 趣味」為定位，並從日韓等地引入中高檔的特色家居用品，還設互動留言板，給顧客交換生活分享。其他租戶包括潮流天地眼鏡、屈臣氏、香港電業城、QB HOUSE及多間童裝店等。此外，場內亦設多間家居店，包括軒琴居、Sinomax及Pioneer Creator Electric 燈飾店。該層亦設多間食肆，包括壽司郎、金牌小龍（已遷至LG層）。
到2014年起商場進行租戶重組，多間食肆、家居、精品及童裝店已結業。新租戶以2、3線租客，包括健康產品及中檔的生活用品店為主，新租戶包括偉成洋酒及零食物語等。新食肆為元気寿司、PHO會安、日牛涮涮鍋專門店及金鍋鍋火鍋店、壽司郎、薩莉亞、牛角。
該層設有行人天橋橫跨太子道東前往啟德，連接毗鄰的工業貿易大樓、稅務中心、港鐵屯馬綫啟德站及AIRSIDE，橫跨太子道東部分已於2013年啟用，而2023年9月28日隨AIRSIDE開幕而啟用其連接部分及啟德站C出口。

## 商戶
商場設有2萬呎的美食專區，及3間複式店舖。2010年公佈的主要租戶包括一田百貨旗下的超級市場(LG層)、YMK、韓國童裝品牌J.Ban's及寵物主題樂園吉のFun Club。到了2011年6月時再公佈新一批租戶。包括佔地3,200呎的Metrobooks書店則是首間注入繽紛色調的分店，特設兒童及青少年書籍專區，並有落地玻璃的座位。家品概念店Colour@life將以「生活 + 趣味」為定位，並從日韓等地引入中高檔的特色家居用品，還設互動留言板，給顧客交換生活分享。
食肆包括有IKI鐵板燒、Panash麵包店、La Kaffa義式咖啡店、糖圓園糖水店、大家樂、金牌小龍、及金寶越南牛肉粉。當中星巴克咖啡的Mikiki分店佔地1,200呎，原表示以舊啟德機場為主題，把新蒲崗區深厚的社區文化及前啟德機場的歷史融合在店舖設計中。不過開業後該店裝修與一般星巴克差別不大。
商場開業前，曾於將軍澳中心設示範單位，佔地約8,000方呎，將商場的「購物+體驗」消閒模式呈現潛在租戶眼前，並製作提供有聽覺和嗅覺等體驗的概念性招租畫冊，將項目發展遠景具體呈現。新鴻基地產亦要求商戶的裝修及經營手法均需引入創新元素，單在商戶的裝修設計，已經過數次洽談。
2014年商場進行租戶重組後，多間時裝、食肆、家居、精品及童裝店已結業。新租戶以2、3線租客，主要以健康產品及中檔的生活用品店為主，精品店比例大幅減少，而童裝店已經消失。
2019年再次調整租戶組合，多間兒童教育機構進駐。2021年亦有不少新商戶進駐，如大生生活超市、大家樂、Daiso Japan。
2023年2月24日，壽司郎正式開幕, 同年開設誠品書店。

## 鄰近
- 啟德發展區
- 新蒲崗廣場
- 越秀廣場

## 外部連結
- Mikiki官方網站 （页面存档备份，存于）
- Mikiki facebook 專頁 （页面存档备份，存于）